# DVB Bank
DVB Bank SE – niemiecki bank będący częścią DZ Bank Group, spółka europejska założona w roku 1923 specjalizująca się w finansowaniu firm z branży transportowej. Siedzibą centrali banku jest Frankfurt. 
Bank notowany jest na giełdach papierów wartościowych we Frankfurcie i Berlinie oraz w miejscach pracy oddziałów, m.in. w Hamburgu, Rotterdamie, Londynie, Bergen, Oslo, Pireusie, Hongkongu, Singapurze, Tokio, Nowym Jorku i Curaçao.
Bank postrzegany jest jako wiodący dostawca usług finansowych i doradczych na światowym rynku transportu, w szczególności w takich branżach jak lotnictwo, transport morski, transport lądowy, oraz infrastruktury i finansów dla tych dziedzin gospodarki. 
Bank oferuje się jako „specjalista w dziedzinie finansów międzynarodowych dla firm prowadzących transport”. W roku 2007 Grupa wypracowała zysk na poziomie 109,2 milionów euro (w 2006: 90,0 mln euro), zysk netto wzrósł z 12,5 do 20,6 milionów euro.